# Digitalzoom
Beim Digitalzoom handelt es sich im Gegensatz zu einem Zoomobjektiv um eine auf einem mathematischen Verfahren basierende Ausschnittvergrößerung durch eine Digitalkamera oder einen digitalen Camcorder. Ein vergleichbarer Effekt kann online erzeugt werden, falls beispielsweise in digital vorliegenden Landkarten entsprechende Funktionen hinterlegt sind.

## Wirkungsweise

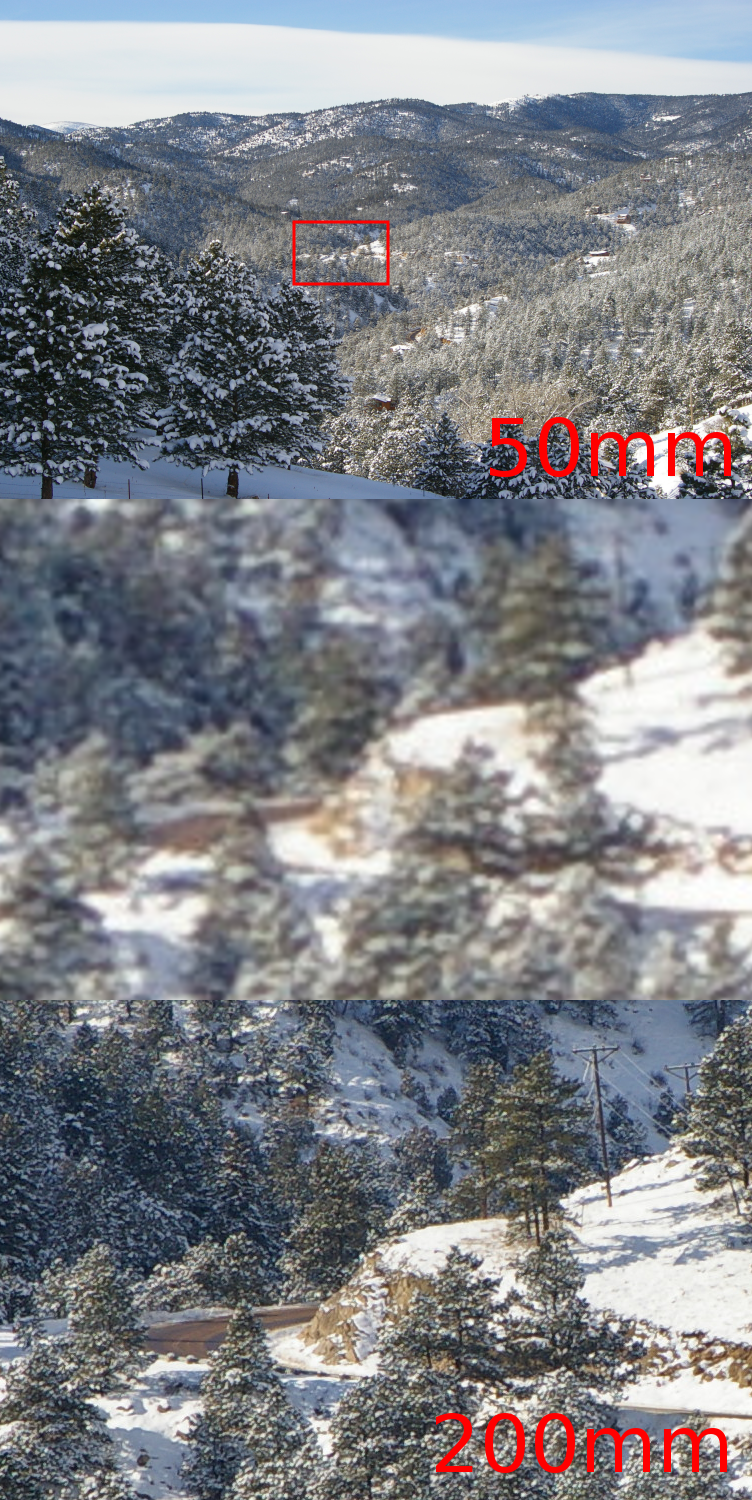
Das mittlere Bild wurde durch digitales Zoomen erstellt, das untere durch einen optischen Zoom. (Originalbild oben)

Für das zu speichernde Bild wird nur ein Teil der aktiven Bildsensorfläche und somit des optischen Bildfeldes des Objektivs genutzt, wodurch weniger Bildpunkte zur Verfügung stehen. Der Bildausschnitt wird anschließend oft durch die Firmware wieder auf die nominelle Bildauflösung des Bildsensors hochgerechnet, wobei die fehlenden Bildpunkte aus den benachbarten vorhandenen Bildpunkten ermittelt werden müssen (siehe Skalierung (Computergrafik)). Im einfachsten Fall geschieht dies durch das Kopieren eines benachbarten Bildpunktes. Durch Interpolation mehrerer benachbarter Bildpunkte werden bessere Ergebnisse erzielt, der rechnerische und somit zeitliche Aufwand bei der Berechnung ist jedoch zum Teil erheblich höher. Dies ist auch bei einwandfreier optischer Abbildung des verwendeten Objektivs mit einem Verlust an Auflösung und damit Bildqualität verbunden. Die Bilder wirken bei entsprechend vergrößerter Ansicht unscharf oder sogar gepixelt.

### Bildsensor-Zoom
Kameras mit einer großen Zahl von Bildpunkten und von guter optischer Qualität können bei der Verwendung von Bildausschnitten auch ohne die anschließende Bildvergrößerung durch die Firmware – also mit verringerter Bildpunktzahl im gespeicherten Bild – einen Digitalzoom realisieren. Hierbei werden die Bilder zwar nicht unschärfer als der entsprechende Ausschnitt der Gesamtaufnahme, jedoch verringert sich die Größe des Bildausschnittes und die Anzahl der verwendeten Bildpunkte hierbei, und auch dieses Vorgehen ersetzt nicht die Verwendung eines Objektivs mit einer größeren Brennweite.
Eine dem Digitalzoom entsprechende Vergrößerung lässt sich auch im Nachhinein durch digitale Bildbearbeitung erreichen. Der Nachteil dieser Variante ist, dass ein leichter Qualitätsverlust durch die Neukomprimierung der Bilder entstehen kann, wenn diese nicht in einem verlustlosen Format aufgenommen worden sind.
Der Digitalzoomfaktor berechnet sich aus dem Verhältnis der gesamten zur Verfügung stehenden Bilddiagonale zur tatsächlich genutzten Bilddiagonale.
Unter der Bezeichnung Smart Zoom wird eine Technik vermarktet, die prinzipiell identisch arbeitet und eigentlich nur eine Variante in der Bedienung der Kamera darstellt.